# ハント級駆逐艦
ハント級駆逐艦（英語: Hunt-class destroyer）は、イギリス海軍の護衛駆逐艦の艦級。来るべき第二次世界大戦に備え、戦時急造を想定した低コストの小型駆逐艦で、当初は魚雷装備を持たず、防空・対潜戦に重点がおかれていた。原型であるI型、復原性改善と艦砲増備を図ったII型、魚雷発射管を装備して対水上火力強化を図ったIII型、ソーニクロフト社の独自色が強い派生型であるIV型と、4つのサブクラスがある。計画段階では高速護衛艦（英: Fast Escort）と称されていたが、全艦がキツネ狩りに由来する艦名を冠することとなり、現在の艦級名が付されることとなった。なお建造費は、III型では352,000ポンドであった。

## 来歴

### 護衛艦に関する検討
1937年、本国艦隊司令長官バックハウス大将は、戦時急造に適した小型の駆逐艦の建造について言及した。1938年に第一海軍卿に就任すると、この構想について本格的な研究を指示した。
当時、イギリス海軍は2種類の駆逐艦を必要としていた、一つは大型の艦隊型駆逐艦で、もう一つが輸送船団の護衛を行うための護衛駆逐艦であった。イギリス海軍ではもともと、ロンドン海軍軍縮条約での制約が駆逐艦よりも緩いスループを船団護衛に充当する方針で、1931年度から1934年度計画でグリムスビー級、1933年度から1936年度計画でビターン級、1936年度計画でイーグレット級、そして1938年度計画でブラックスワン級と順次に整備が進められていた。また1936年からは、第一次世界大戦中に建造されたV/W級駆逐艦を対空・対潜護衛艦に改装するWAIR改修も発動されていた。
しかし当時、艦隊型駆逐艦としては、新型艦砲を搭載するため大型で高コストのL級・M級が建造されており、建造ペースは年に9隻という状況であったため旧式駆逐艦の代替が追いつかず、護衛艦として改装できる旧式駆逐艦にも限度があった。このため、まず艦隊型駆逐艦として、設計をJ級とI級の中間的なものに差し戻した中間的駆逐艦が検討された。これはのちに、O級を端緒とする戦時急造駆逐艦へと繋がっていくことになる。
一方、バックハウス第一海軍卿は、依然として廉価型・小型駆逐艦という構想を温めており、1938年5月にグドール造艦局長（DNC）に対して試案の作成を指示した。当時駆逐艦設計部門長であったコール造船官は「このような艦は安価にならず、砲兵装の供給不足も起きているため、最初の艦が就役するのは最初の設計図が出来てから2年半はかかる」と指摘したものの設計作業は進み、9月には「QF 4インチ連装両用砲」2基と12.7mm4連装機銃2基を搭載した25ノット艦案、加えて4連装魚雷発射管を1基搭載した30ノット艦案の2つが固まった。両案は悪天候時にも航洋性を保つため、フィンスタビライザーの搭載が予定されていた。
同年9月28日には30ノット案を元に両用連装砲3基とし魚雷発射管を取りやめる認可が軍令部長によって裁可され、改設計案がまとめられた。しかしこの改設計案を見たグドール造艦局長は全長を83m、建造費を当時建造中であったJ級・K級駆逐艦並の39万ポンドに抑え、合わせて兵装と航続力についても再検討するよう命じた。この結果航続力は就役後に航続力不足に悩まされるほど必要最低限なレベルに削減されたが、ソナーや爆雷の装備、弾薬量の増加、乗員増加によるスペース確保等の追加要求により最終的な予定建造費は40万ポンドまで膨らんだ。この時点での計画兵装は4インチ連装両用砲3基、12.7mm4連装機銃2基、爆雷投射機2基、投下軌条1条、爆雷20個であり、18,000馬力で最大速力29ノットであった。

### 許容された問題点
設計案を確認する為に行われた模型による水槽実験では、船体抵抗が予想以上に大きく根本的な設計をやり直す恐れが出た。再計算が行われた結果、出力と速度関係問題はなくプロペラ形状の調整で当初の性能が発揮されること、加えて波の打撃による船体疲労も許容範囲であり再設計は必要ないことが確認された。この時主設計者のバッサン造船官は、「本級は他の全駆逐艦より勝る船体形状である」と語ったという。1939年1月には対空兵装の強化として、12.7mm4連装機銃に変えてヴィッカース QF 2ポンド・ポンポン砲（39口径40mm機銃）を追加搭載し、爆雷数も30個に増加した。更に、これらによる速度低下を防ぐため出力は19,000馬力へと引き上げられた。その結果復元性が悪化し乗員スペースが減少、更に建造費が2万ポンド増加するなどの問題が現れたが、これらも許容範囲内とされたまま、ハント級の設計案は1939年2月8日に認可されることとなった。
認可された同日に設計図は5つの造船所に送られたが、造船所は「設計案の機関重量270トンや船体重量460トンは軽すぎであり、それぞれ290トンと475トンに増大するべきだ」と海軍側に指摘した。この事態は海軍側でも認識されており、グドール造艦局長自身の見積もりでも船体重量が487トン程度になると考えられていたが、製鋼所で鋼材を公称寸法に加工できれば重量削減が可能であるという指摘があったため、承認を行っていた。また造船所はハント級の建造費についても、「（当時J級・K級より高額な建造費となっていた）L級駆逐艦よりトン単価が高くなる」と指摘した。海軍側と造船所の調整により使用する鋼材をD鋼に変える等の対策が行われ、建造費も先述の対策や量産効果もあって39万7000ポンドまで減少することとなった。これらにより1939年3月にはハント級の設計問題は解決したという合意が海軍側と造船所でなされた。
1939年6月に9隻が起工されたのを皮切りに建造が始まり、39年末の時点で建造計画数は59隻にまで達していた。第二次世界大戦が開戦した時点では18隻が起工しており、1番艦「アサーストン」は1939年12月12日に進水、翌年2月4日より海上公試が開始された。しかしこの公試の結果、致命的な復原性不足が判明したことから、#設計で述べるような大規模な改修が実施されることになり、「アサーストン」以外の22隻は復原性改善対策の改正内容決定するまで建造中止とされた。「アサートン」は改修を経て、3月25日より公試を再開した。その成果は良好であり、残りの22隻も同様の改正を受けて建造を再開することになり、1941年末までに23隻が完成した。これらは後にI型と区分されるようになった。また1939年9月4日以降の発注分では、スワン・ハンター社により改良された設計が適用されており、II型と称される。
その後、1940年4月には、戦訓を踏まえて要求事項が改訂され、これを適用したIII型は1940年7月4日より順次に発注された。また7月28日には、本来ブラックスワン級スループ向けであった2隻分の契約が本級に振り替えられ、こちらはソーニクロフト社独自のT1306と称される設計を海軍本部が若干手直しして採用したIV型となった。

## 設計
船型は船首楼甲板型で、特にIV型は艦内容積確保と凌波性向上のため長船首楼型とされた。また巡航性能向上のためトランサム・スターンが採用されており、これによって、基準排水量状態であれば全速時（32ノット）で0.5パーセント、巡航時（20ノット）で1.5パーセントの抵抗減少となっており、満載状態では更に有効であった。
しかし上記の通り、1番艦の海上公試の結果、艦の復原性が致命的に不足していることが判明したことから、大規模な改修が必要になった。検証の結果、これは建造途中の重量増のせいではなく、抜本的な設計ミスに起因することが判明した。砲熕兵器を維持したまま復原性を改善するには工程が進みすぎていた。このため、「アサーストン」では2番砲を廃止、3番砲の架台も撤去し、後部上構や煙突を減高すると共にバラストを搭載した。この結果、満載排水量が増加して速度の低下に繋がったが、復原性は改善された。II型は、スワン・ハンター社により改良された設計を採用しており、船体幅を広げることで、復原性を保ちつつ当初予定どおりに45口径10.2cm連装砲3基の搭載を可能としている。III型もこれを修正した設計を採用した。なお上記の通り、当初設計ではフィンスタビライザーの装備が盛り込まれていたものの、実運用での成績が芳しくなく、後期建造艦では撤去されて、そのスペースは燃料タンクに転用された。
機関部は各型とも共通であり、ボイラーはアドミラルティ式3胴型水管ボイラー2缶、蒸気性状は当時の標準であった圧力300 lbf/in2 (21 kgf/cm2)、温度326.7℃であった。主機はパーソンズ式衝動反動式オール・ギヤード・タービン、2軸推進艦であった。

## 装備
艦砲としては、ブラックスワン級スループと同様に45口径10.2cm砲（QF 4インチ砲Mk.XVI）を最大仰角80度のCP Mk.XIX連装砲架と組み合わせて3基搭載する予定であったが、上記の経緯によりI型では2基に削減された。またIII型でも、対艦兵器として21インチ3連装魚雷発射管を搭載する代償として、やはり2基に削減されている。なお小型・廉価な護衛駆逐艦であることから射撃指揮装置はやや簡素化されており、方位盤はトライバル級に準じた機種に差し戻されたうえに対水上用の方位盤を省き、285型レーダーを備えたMk.V**方位盤のみとなった。また射撃盤の構成も簡素化され、対空用は従来の駆逐艦と同様にFKC Mk.IIIを搭載したが、対水上用としては、スループ向けと同系統のFCB Mk.II（Fire Control Box）が搭載された。これは、並行して計画が進められていた中間的駆逐艦と同構成であった。
対空兵器としては、上記の経緯により、39口径40mm4連装機銃（QF 2ポンド・ポンポン砲）が搭載されることとなった。開戦後には両舷に70口径20mm単装機銃が追加装備されたほか、魚雷艇対策として、多くの艦では艦首側に39口径40mm単装機銃も追加された。また「メイネル」では39口径40mm4連装機銃を56口径40mm連装機銃に換装したほか、「ビューフォート」「エクスモア」でも56口径40mm単装機銃が追加装備された。
大戦期の他の戦闘艦と同様、レーダー（RDF）や短波方向探知機（HF/DF）といった電波を用いたセンサーが順次搭載されたが、艦隊駆逐艦と比して余裕が少なく、早期警戒レーダー（281型など）と目標捕捉レーダー（271型など）、短波方向探知機の全てを併載することはできなかった。

## 諸元表
|            | I型                                    | II型                                   | III型                                  | IV型                                   |
| ---------- | -------------------------------------- | -------------------------------------- | -------------------------------------- | -------------------------------------- |
| 基準排水量 | 1,000トン                              | 1,025トン                              | 1,037トン                              | 1,175トン                              |
| 満載排水量 | 1,314トン                              | 1,412トン                              | 1,412トン                              | 1,589トン                              |
| 全長       | 85.34 m                                | 85.34 m                                | 85.34 m                                | 90.22 m                                |
| 幅         | 8.84 m                                 | 9.6 m                                  | 9.53 m                                 | 10.21 m                                |
| 吃水       | 2.36 m                                 | 2.29 m                                 | 2.21 m                                 | 2.74 m                                 |
| ボイラー   | アドミラルティ式3胴型水管ボイラー×2缶  | アドミラルティ式3胴型水管ボイラー×2缶  | アドミラルティ式3胴型水管ボイラー×2缶  | アドミラルティ式3胴型水管ボイラー×2缶  |
| 主機       | パーソンズ式オール・ギヤード・タービン | パーソンズ式オール・ギヤード・タービン | パーソンズ式オール・ギヤード・タービン | パーソンズ式オール・ギヤード・タービン |
| 推進       | スクリュープロペラ×2軸                 | スクリュープロペラ×2軸                 | スクリュープロペラ×2軸                 | スクリュープロペラ×2軸                 |
| 出力       | 19,000馬力                             | 19,000馬力                             | 19,000馬力                             | 19,000馬力                             |
| 速力       | 28ノット                               | 27ノット                               | 27ノット                               | 26ノット                               |
| 重油搭載量 | 240トン                                | 265～328トン                           | 265～328トン                           | 271トン (ブリセンデンは342トン)        |
| 航続距離   | 1,740海里 (12kt巡航時)                 | 3,130海里 (14kt巡航時)                 | 3,130海里 (14kt巡航時)                 | 3,040海里 (14kt巡航時)                 |
| 乗員       | 147名                                  | 168名                                  | 168名                                  | 170名                                  |
| 兵装       | 45口径10.2cm連装砲×2基                 | 45口径10.2cm連装砲×3基                 | 45口径10.2cm連装砲×2基                 | 45口径10.2cm連装砲×3基                 |
| 兵装       | 39口径40mm4連装機銃×1基                |                                        |                                        |                                        |
| 兵装       | 70口径20mm単装機銃×2基                 | 70口径20mm単装機銃×4基                 | 70口径20mm単装機銃×6基                 | 70口径20mm単装機銃×8基                 |
| 兵装       | 爆雷投射機×2基                         | 爆雷投射機×2基                         | 爆雷投射機×2基                         | 53.3cm3連装魚雷発射管×1基              |
| 兵装       | 爆雷50発                               | 爆雷110発                              | 爆雷60発                               | 爆雷50発                               |

## 同型艦一覧
| 設計  | 艦名                                 | 造船所                                  | 起工           | 進水           | 竣工           | その後 |
| ----- | ------------------------------------ | --------------------------------------- | -------------- | -------------- | -------------- | --- |
| I型   | アサーストン HMS Atherstone          | キャメル・レアード                      | 1939年6月8日   | 1939年12月12日 | 1940年3月23日  | 1945年除籍 、1957年11月25日解体 |
| I型   | バークレイ HMS Berkeley              | キャメル・レアード                      | 1939年6月8日   | 1940年1月29日  | 1940年6月6日   | 1942年8月19日ジュビリー作戦で爆撃を受け大破沈没 |
| I型   | キャティストック HMS Cattistock      | ヤーロウ                                | 1939年6月9日   | 1940年2月22日  | 1940年7月22日  | 1946年3月26日除籍、1957年7月2日解体 |
| I型   | クリーブランド HMS Cleveland         | ヤーロウ                                | 1939年7月7日   | 1940年4月24日  | 1940年9月18日  | 1945年9月除籍、1957年解体 |
| I型   | コッツウォルド HMS Cotswold          | ヤーロウ                                | 1939年10月11日 | 1940年7月18日  | 1940年11月16日 | 1946年6月29日除籍、1957年9月11日解体 |
| I型   | コッテスモア HMS Cottesmore          | ヤーロウ                                | 1939年12月12日 | 1940年9月5日   | 1940年12月29日 | 1946年2月28日に除籍 |
| I型   | エグリントン HMS Eglinton            | ヴィッカース・ アームストロング, タイン | 1939年6月8日   | 1939年12月28日 | 1940年8月28日  | 1945年売却、1956年5月28日解体 |
| I型   | エクスモア HMS Exmoor                | ヴィッカース・ アームストロング, タイン | 1939年6月8日   | 1940年1月25日  | 1940年11月1日  | 1941年2月25日にローストフトでSボートS-30の攻撃により沈没。 |
| I型   | ファーニー HMS Fernie                | ジョン・ブラウン                        | 1939年6月8日   | 1940年1月9日   | 1940年5月29日  | 1945年から1947年まで標的艦。1947年除籍。1956年11月7日解体 |
| I型   | ガース HMS Garth                     | ジョン・ブラウン                        | 1939年6月8日   | 1940年2月14日  | 1940年7月1日   | 1945年12月除籍、1958年8月15日解体 |
| I型   | ハンブルドン HMS Hambledon           | スワン・ハンター                        | 1939年6月8日   | 1939年12月12日 | 1940年6月8日   | 1945年12月除籍、1958年2月4日解体 |
| I型   | ホルダーネス HMS Holderness          | スワン・ハンター                        | 1939年6月29日  | 1940年2月8日   | 1940年8月10日  | 1946年5月20日除籍、1956年11月20日解体 |
| I型   | メンディップ HMS Mendip              | スワン・ハンター                        | 1939年8月10日  | 1940年4月9日   | 1940年10月12日 | 1946年5月20日除籍。1947年、中華民国海軍「リン・フー」として再就役。 1949年、エジプト海軍「モハメド・アリ・エル・ケビル」として再就役、1951年に「イブラヒム・アル＝アワル」に改名。 第二次中東戦争時の1956年10月31日、イスラエル海軍により鹵獲され、「ハイファ」として再就役。 1968年に標的艦となり、ガブリエル対艦ミサイルにより沈没。 |
| I型   | メイネル HMS Meynell                 | スワン・ハンター                        | 1939年8月10日  | 1940年6月7日   | 1940年12月30日 | 1945年9月11日から1946年12月まで標的艦。1954年に除籍。エクアドルに売却され、"Presidente Velasco Ibarra"と呼ばれた。 |
| I型   | ピッチレイ HMS Pytchley              | スコッツ                                | 1939年7月26日  | 1940年2月13日  | 1940年10月23日 | 1946年8月除籍、1956年12月1日解体 |
| I型   | クァントック HMS Quantock            | スコッツ                                | 1939年7月26日  | 1940年4月22日  | 1941年2月6日   | 1945年12月除籍。1954年にエクアドルに売却され、"Presidente Alfaro"と呼ばれた。 |
| I型   | クォーン HMS Quorn                   | ホワイト                                | 1939年7月26日  | 1940年3月27日  | 1940年9月21日  | ノルマンディー上陸作戦時の1944年8月2日、ドイツ軍の爆薬搭載モーターボートの攻撃により沈没。 |
| I型   | サウスダウン HMS Southdown           | ホワイト                                | 1939年8月22日  | 1940年7月5日   | 1940年11月8日  | 1945年9月8日から1946年まで標的艦。1946年5月22日除籍、1956年11月1日解体 |
| I型   | タインデール HMS Tynedale            | スティーブン                            | 1939年7月27日  | 1940年6月5日   | 1940年12月2日  | 魚雷による攻撃を受け1943年12月12日に沈没。 |
| I型   | ワッドン HMS Whaddon                 | スティーブン                            | 1939年7月27日  | 1940年7月16日  | 1941年2月28日  | 1945年10月除籍、1959年4月5日解体 |
| II型  | エイヴォンヴェイル HMS Avonvale      | ジョン・ブラウン                        | 1940年2月12日  | 1940年10月23日 | 1941年2月17日  | 1944年3月、ギリシャ海軍「アイガイオン」として再就役予定だったが実現せず、1945年12月9日除籍、1958年5月15日解体 |
| II型  | ブランクネイ HMS Blankney            | ジョン・ブラウン                        | 1940年5月17日  | 1940年12月19日 | 1941年4月11日  | 1946年5月14日除籍、1959年3月7日解体 |
| II型  | ブレンカスラ HMS Blencathra          | キャメル・レアード                      | 1939年11月18日 | 1940年8月6日   | 1940年12月14日 | 1945年10月21日以降は標的艦として活動、1948年7月19日除籍、1957年1月2日解体 |
| II型  | ブロックレスビー HMS Brocklesby      | キャメル・レアード                      | 1939年11月18日 | 1940年9月30日  | 1941年4月9日   | 1946年5月1日退役、1951年実験艦・練習艦として再就役、1968年10月28日解体。 |
| II型  | チディングフォルド HMS Chiddingfold  | スコッツ                                | 1940年3月1日   | 1941年3月10日  | 1941年10月16日 | 1946年3月25日退役、1953年、インド海軍「ガンガ」として再就役。 |
| II型  | コードレイ HMS Cowdray               | スコッツ                                | 1940年4月30日  | 1941年7月22日  | 1942年7月29日  | 1942年8月11日被爆・座礁後引き揚げられ、1950年1月30日退役、1959年9月3日解体。 |
| II型  | クルーム HMS Croome                  | スティーブン                            | 1940年6月7日   | 1941年1月30日  | 1941年6月29日  | 1945年10月退役、1957年8月13日解体。 |
| II型  | ダルヴァートン HMS Dulverton         | スティーブン                            | 1940年7月16日  | 1941年4月1日   | 1941年9月27日  | 1943年11月13日に沈没。 |
| II型  | エリッジ HMS Eridge                  | スワン・ハンター                        | 1939年11月21日 | 1940年8月20日  | 1941年2月28日  | 1946年に解体のため売却。 |
| II型  | ファーンデール HMS Farndale          | スワン・ハンター                        | 1939年11月21日 | 1940年9月30日  | 1941年4月27日  | 1951年退役、1962年11月29日解体。 |
| II型  | ヘイスロープ HMS Heythorp            | スワン・ハンター                        | 1939年12月18日 | 1940年10月20日 | 1941年6月21日  | 1942年3月20日戦没 |
| II型  | ラマートン HMS Lamerton              | スワン・ハンター                        | 1940年4月10日  | 1940年12月14日 | 1941年8月16日  | 1946年3月20日、1953年にインド海軍「ゴマティ」として再就役。 |
| II型  | リデスデール HMS Liddesdale          | ヴィッカース・ アームストロング, タイン | 1939年11月22日 | 1940年8月19日  | 1941年3月3日   | 1945年12月11日退役、1948年解体 |
| II型  | オークレイ HMS Oakley                | ヴィッカース・ アームストロング, タイン | 1939年11月22日 | 1940年10月13日 | 1941年6月17日  | 自由ポーランド海軍「クヤヴィアク」として就役、1942年6月16日、触雷し戦没 |
| II型  | パッカリジ HMS Puckeridge            | ホワイト                                | 1940年1月1日   | 1941年3月6日   | 1941年7月30日  | 1943年9月6日、Uボートの雷撃を受け戦没 |
| II型  | シルヴァートン HMS Silverton         | ホワイト                                | 1939年12月5日  | 1940年12月4日  | 1941年5月28日  | 自由ポーランド海軍「クラコヴィアク」として就役、1946年返還、1959年3月11日解体 |
| II型  | ホウィートランド HMS Wheatland       | ヤーロウ                                | 1940年5月30日  | 1941年6月7日   | 1941年11月3日  | 1945年9月退役、1957年9月20日解体 |
| II型  | ウィルトン HMS Wilton                | ヤーロウ                                | 1940年6月7日   | 1941年10月17日 | 1942年2月18日  | 1946年退役、1950年～1952年訓練艦・標的艦として使用、1959年12月4日解体 |
| II型  | ローダーデイル HMS Lauderdale        | ソーニクロフト                          | 1939年12月21日 | 1941年8月5日   | 1941年12月24日 | 1946年、ギリシャ海軍「アイガイオン」として再就役、1959年にイギリスに返却され、1960年解体。 |
| II型  | レドバリー HMS Ledbury               | ソーニクロフト                          | 1940年1月24日  | 1941年9月27日  | 1942年2月11日  | 1946年3月退役、1958年7月解体。 |
| II型  | バッズワース HMS Badsworth           | キャメル・レアード                      | 1940年5月15日  | 1941年3月17日  | 1941年8月18日  | 1944年、ノルウェー海軍「アレンダール」として再就役。 |
| II型  | ビューフォート HMS Beaufort          | キャメル・レアード                      | 1940年7月17日  | 1941年6月9日   | 1941年11月3日  | 1952年、ノルウェー海軍「ハウゲスン」として再就役。 |
| II型  | ビデイル HMS Bedale                  | ホーソン・レスリー                      | 1940年5月25日  | 1941年7月23日  | 1942年5月9日   | 自由ポーランド海軍「シュラザックとして就役。1945年に返還され、1952年よりインド海軍「ゴダヴァリ」として再就役。 |
| II型  | ビスター HMS Bicester                | ホーソン・レスリー                      | 1940年5月29日  | 1941年9月5日   | 1942年6月18日  | 1950年1月退役、1956年8月23日解体。 |
| II型  | ブラックモア HMS Blackmore           | スティーブン                            | 1941年2月10日  | 1941年12月2日  | 1942年4月14日  | 1945年12月退役、1952年、デンマーク海軍「エスベアン・スナーレ」として再就役 |
| II型  | ブラハム HMS Bramham                 | スティーブン                            | 1941年4月7日   | 1942年1月29日  | 1942年6月16日  | 1943年、ギリシャ海軍「テミストクレス」として再就役。 |
| II型  | カルピ HMS Calpe                     | スワン・ハンター                        | 1940年6月12日  | 1941年4月28日  | 1941年12月11日 | 1946年退役、1952年、デンマーク海軍「ロルフ・クラケ」として再就役。 |
| II型  | エクスモーア HMS Exmoor              | スワン・ハンター                        | 1940年6月7日   | 1941年3月12日  | 1941年10月18日 | 1945年11月退役、1952年、デンマーク海軍「ヴァルデマー2世」として再就役。 |
| II型  | グロウブ HMS Grove                   | スワン・ハンター                        | 1940年8月28日  | 1941年5月29日  | 1942年2月5日   | 1942年6月12日、雷撃を受けて戦没。 |
| II型  | ハースレイ HMS Hursley               | スワン・ハンター                        | 1940年12月21日 | 1941年7月25日  | 1942年4月2日   | 1943年、ギリシャ海軍「クレタ」として再就役。 |
| II型  | ハーワース HMS Hurworth              | ヴィッカース・ アームストロング, タイン | 1940年4月10日  | 1941年4月16日  | 1941年10月5日  | 1943年10月20日、触雷し戦没。 |
| II型  | ミドルトン HMS Middleton             | ヴィッカース・ アームストロング, タイン | 1940年4月10日  | 1941年5月12日  | 1942年1月10日  | 1946年退役、1957年10月4日解体。 |
| II型  | オークレイ HMS Oakley                | ヤーロウ                                | 1940年8月19日  | 1942年1月15日  | 1942年5月7日   | 1945年退役、1958年、西ドイツ海軍「グナイゼナウ」として再就役。 |
| II型  | サウスウォルド HMS Southwold         | ホワイト                                | 1940年6月18日  | 1941年5月29日  | 1941年10月9日  | 1942年3月24日、触雷し戦没。 |
| II型  | テットコット HMS Tetcott             | ホワイト                                | 1940年7月29日  | 1941年8月12日  | 1941年12月11日 | 1946年退役、1955年9月24日解体。 |
| II型  | ゼットランド HMS Zetland             | ヤーロウ                                | 1940年10月2日  | 1942年3月6日   | 1942年6月27日  | 1946年退役、1952年、ノルウェー海軍「トロムソ」として再就役、1965年解体。 |
| III型 | エアデール HMS Airedale              | ジョン・ブラウン                        | 1940年11月20日 | 1941年8月12日  | 1942年1月8日   | 1942年6月15日、航空攻撃を受けて戦没 |
| III型 | アルブライトン HMS Albrighton        | ジョン・ブラウン                        | 1940年12月30日 | 1941年10月11日 | 1942年2月22日  | 1946年1月退役、1957年、西ドイツ海軍「ルール」として再就役 |
| III型 | アルデナム HMS Aldenham              | ヤーロウ                                | 1940年8月22日  | 1941年8月27日  | 1942年2月5日   | 1944年12月14日、触雷し戦没 |
| III型 | ベルヴォア HMS Belvoir               | ヤーロウ                                | 1940年10月14日 | 1941年11月18日 | 1942年3月29日  | 1945年7月退役、1957年10月21日解体 |
| III型 | カテリック HMS Catterick             | ヴィッカース・ アームストロング, バロー | 1941年3月1日   | 1941年11月22日 | 1942年6月12日  | 1946年、ギリシャ海軍「アミラル・ヘイスティングス」として再就役。 |
| III型 | ダーウェント HMS Derwent             | ヴィッカース・ アームストロング, バロー | 1940年12月29日 | 1941年8月22日  | 1942年4月24日  | 1943年3月大破、修復作業中断して1945年7月退役、1947年2月解体 |
| III型 | ブリーズデイル HMS Bleasdale         | ヴィッカース・ アームストロング, タイン | 1940年10月31日 | 1941年7月23日  | 1942年4月16日  | 1956年9月解体 |
| III型 | ブリーン HMS Blean                   | ホーソン・レスリー                      | 1941年2月22日  | 1942年1月15日  | 1942年8月23日  | 1942年12月11日、雷撃を受け戦没 |
| III型 | ボールブローク HMS Bolebroke         | スワン・ハンター                        | 1941年4月3日   | 1941年11月5日  | 1942年6月27日  | 1942年、ギリシャ海軍「ピンドス」として就役 |
| III型 | ボーダー HMS Border                  | スワン・ハンター                        | 1941年5月1日   | 1942年2月3日   | 1942年8月5日   | 1942年、ギリシャ海軍「アドリアス」として就役 |
| III型 | イーストン HMS Easton                | ホワイト                                | 1941年3月25日  | 1942年7月11日  | 1942年12月7日  | 1943年8月22日、Uボートと衝突して大破、損傷を修復せず1945年10月退役、1953年解体 |
| III型 | エッゲスフォード HMS Eggesford       | ホワイト                                | 1941年6月23日  | 1942年9月12日  | 1943年1月21日  | 1946年11月退役、1959年、西ドイツ海軍「ブロミー」として再就役 |
| III型 | エスクデイル HMS Eskdale             | キャメル・レアード                      | 1941年1月18日  | 1942年3月16日  | 1942年7月31日  | 1942年、ノルウェー海軍に貸与、その後雷撃を受け戦没 |
| III型 | グライスデイル HMS Glaisdale         | キャメル・レアード                      | 1941年2月4日   | 1942年1月5日   | 1942年6月12日  | 1942年、ノルウェー海軍に貸与、1946年「ナルヴィク」と改名 |
| III型 | ゴースランド HMS Goathland           | フェアフィールド                        | 1941年1月30日  | 1942年2月3日   | 1942年11月6日  | 1944年7月24日、触雷して大破、1946年解体 |
| III型 | ホールドン HMS Haldon                | フェアフィールド                        | 1941年1月16日  | 1942年4月27日  | 1942年12月30日 | 自由フランス海軍「ラ・コンバタント」として就役、1945年2月23日触雷し戦没 |
| III型 | ハザリィ HMS Hatherleigh             | ヴィッカース・ アームストロング, タイン | 1940年12月12日 | 1941年12月18日 | 1942年8月10日  | 1942年、ギリシャ海軍「カナリス」として就役 |
| III型 | ハイドン HMS Haydon                  | ヴィッカース・ アームストロング, タイン | 1941年5月1日   | 1942年4月2日   | 1942年10月24日 | 1947年10月退役、1958年5月18日解体 |
| III型 | ホールカム HMS Holcombe              | スティーブン                            | 1941年4月3日   | 1942年4月14日  | 1942年9月16日  | 1943年12月12日、雷撃を受け戦没 |
| III型 | リンボルン HMS Limborne              | スティーブン                            | 1941年4月8日   | 1942年5月12日  | 1942年10月24日 | 1943年10月23日、雷撃を受け戦没 |
| III型 | メルブリーク HMS Melbreak            | スワン・ハンター                        | 1941年6月23日  | 1942年3月5日   | 1942年10月10日 | 1945年5月5日大破、修理後の8月に予備役編入、1956年解体 |
| III型 | モドバリー HMS Modbury               | スワン・ハンター                        | 1941年8月5日   | 1942年4月13日  | 1942年11月25日 | ギリシャ海軍「ミアオーリス」として就役 |
| III型 | ペニラン HMS Penylan                 | ヴィッカース・ アームストロング, バロー | 1941年6月4日   | 1942年3月17日  | 1942年8月31日  | 1942年12月3日、雷撃を受け戦没 |
| III型 | ロックウッド HMS Rockwood            | ヴィッカース・ アームストロング, バロー | 1941年8月29日  | 1942年6月13日  | 1942年11月4日  | 1943年11月11日、航空攻撃を受けて大破、1946年8月解体 |
| III型 | スティーブンストーン HMS Stevenstone | ホワイト                                | 1941年9月2日   | 1942年11月23日 | 1943年3月18日  | 1947年退役、1959年解体 |
| III型 | タリボント HMS Talybont              | ホワイト                                | 1941年11月28日 | 1943年2月3日   | 1943年5月19日  | 1947年退役、1961年解体 |
| III型 | タナトサイド HMS Tanatside           | ヤーロウ                                | 1941年6月23日  | 1942年4月30日  | 1942年9月4日   | 1946年ギリシャ海軍「アドリアス」として再就役 |
| III型 | ウェンズレイデール HMS Wensleydale   | ヤーロウ                                | 1941年7月28日  | 1942年6月20日  | 1942年10月30日 | 1944年11月21日衝突大破、1947年2月25日解体 |
| IV型  | ブレコン HMS Brecon                  | ソーニクロフト                          | 1941年2月27日  | 1942年6月27日  | 1942年12月18日 | 1945年退役、1962年解体 |
| IV型  | ブリッセンデン HMS Brissenden        | ソーニクロフト                          | 1941年2月28日  | 1942年9月15日  | 1943年2月12日  | 1948年退役、1965年解体 |